# Kościół ewangelicki w Moszczance
Kościół ewangelicki w Moszczance – kościół ewangelicki w Moszczance w powiecie prudnickim istniejący w latach 1907–1945.

## Historia
Kościół został zbudowany w latach 1906–1907 staraniem pastora Ottona Patschkowsky’ego. Budowę wsparła finansowo cesarzowa Niemiec Augusta Wiktoria. Świątynia została zniszczona podczas działań wojennych w rejonie Prudnika w marcu 1945. Na miejscu kościoła powstała hurtownia drewna.